# Badalucco
Badalucco (im Ligurischen: Badalüccu) ist eine norditalienische Gemeinde mit 1075 Einwohnern (Stand 31. Dezember 2023) in der Region Ligurien, politisch gehört sie zu der Provinz Imperia.

## Geographie
Badalucco liegt im mittleren Abschnitt des Valle Argentina. In der Nähe liegt die Rocca di San Nicolò. Der mittelalterliche, an der Argentina gelegene Ortskern besteht aus typischen Steinhäusern, die durch enge Gassen und kleine Plätze voneinander getrennt werden. Charakteristisch sind auch die beiden, an den Zufahrtsstraßen des Zentrums befindlichen, Brücken aus dem Spätmittelalter.
Badalucco gehört zu der Comunità Montana Argentina Armea.
Nach der italienischen Klassifizierung bezüglich seismischer Aktivität wurde die Gemeinde der Zone 2 zugeordnet. Das bedeutet, dass sich Badalucco in einer seismisch moderat bis stark aktiven Zone befindet.

## Klima
Das Klima ist trotz der Nähe zum Ligurischen Meer von kontinentalem Typus mit schwülen Sommer- und nasskalten Wintertagen. Verursacht wird dieses Klima von der Enge des Valle Argentina, die kein Eindringen von Meeresbrisen erlaubt.
Die Gemeinde wird unter Klimakategorie D klassifiziert, da die Gradtagzahl einen Wert von 1543 besitzt. Das heißt, die in Italien gesetzlich geregelte Heizperiode liegt zwischen dem 1. November und dem 15. April für jeweils 12 Stunden pro Tag.

## Söhne und Töchter
- Giuseppe Laigueglia (1922–2001), Erzbischof und Diplomat des Heiligen Stuhls

## Einzelnachweise

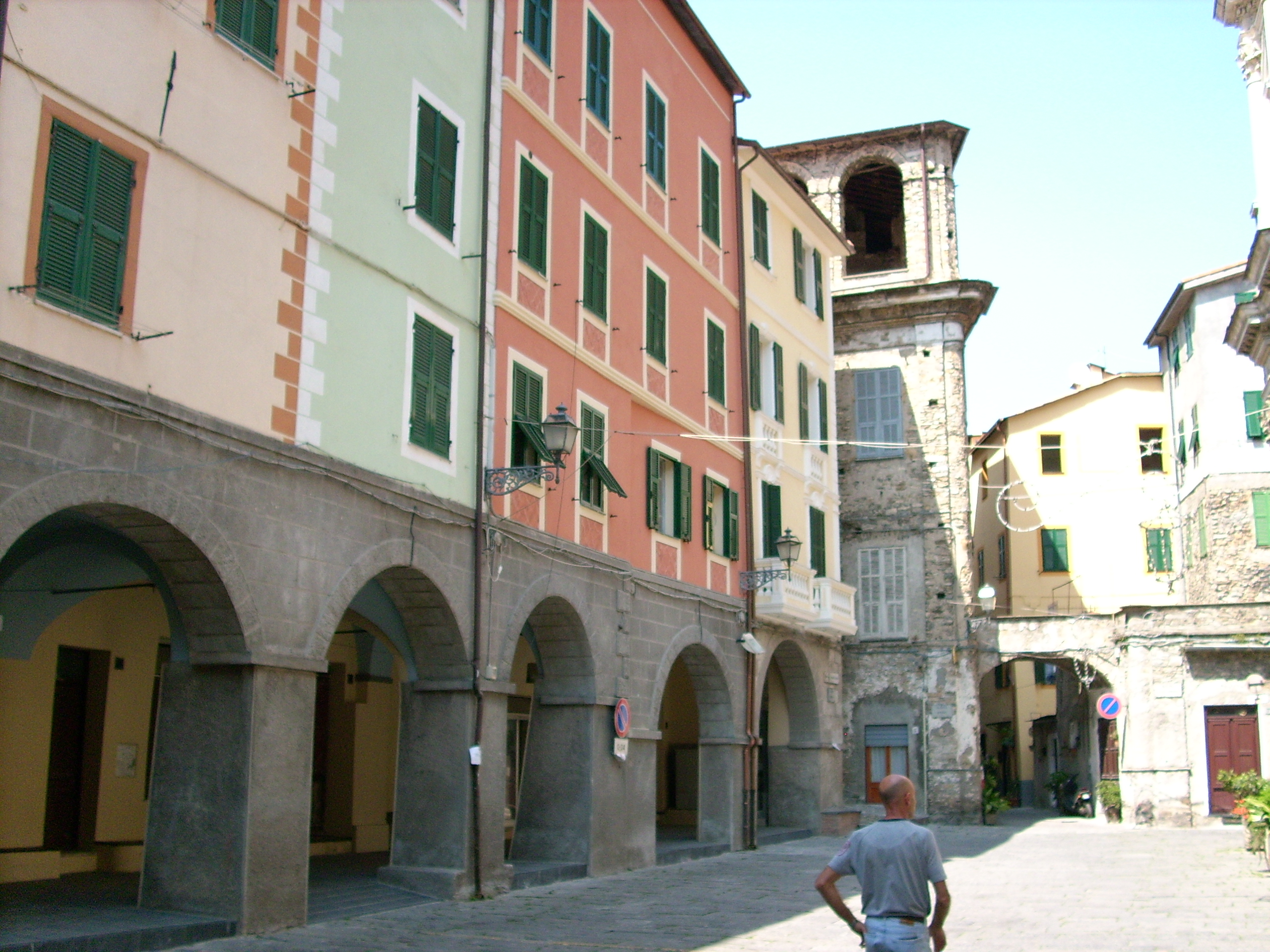
Die Altstadt von Badalucco